# Марс (Орловская область)
Марс — деревня в Мценском районе Орловской области России. Входит в состав Карандаковского сельского поселения.

## География
Деревня находится в северной части Орловской области, в лесостепной зоне, в пределах центральной части Среднерусской возвышенности, на правом берегу реки Зуши, на расстоянии примерно 13 километров (по прямой) к северо-западу от города Мценска, административного центра района. Абсолютная высота — 144 метра над уровнем моря.
Ближайшие к деревне Марс населённые пункты относятся к Тульской области: Троицкое-Бачурино, Снежедь, Хутор Заводской, Малое Шеламово. Чтобы проехать в Орловскую область: Миново, Междуречье, Шашкино, Кузнецовку, — можно воспользоваться автомобильным мостом через реку Зуша в деревне Миново.
Климат характеризуется как умеренно континентальный с умеренно морозной зимой и теплым, иногда жарким летом. Средняя многолетняя температура самого холодного месяца — января, составляет −9,4°С, температура самого теплого +19°С.
Часовой пояс
Деревня Марс, как и вся Орловская область, находится в часовой зоне МСК (московское время). Смещение применяемого времени относительно UTC составляет +3:00.

## Население
| 2010 |
| ---- |
| 1    |

Национальный состав
Согласно результатам переписи 2002 года, в национальной структуре населения русские составляли 100 % из 6 чел.